# بيرسي ستيوارت
بيرسي ستيوارت (بالإنجليزية: Percy Stewart)‏ هو فلاح وسياسي أسترالي، ولد في 18 أكتوبر 1885 في أستراليا، وتوفي في 14 أكتوبر 1931 في أستراليا. حزبياً، نشط في الحزب الوطني الأسترالي. وقد انتخب عضو مجلس النواب الأسترالي عن دائرة Division of Wimmera ‏ (13 ديسمبر 1919 – 14 أكتوبر 1931).